# SN 2000cw
SN 2000cw – supernowa typu Ia odkryta 14 lipca 2000 roku w galaktyce M+05-56-07. W momencie odkrycia miała maksymalną jasność 17,40m.